# Kandangan (Kediri)
Kandangan is een bestuurslaag in het regentschap Kediri van de provincie Oost-Java, Indonesië. Kandangan telt 11.679 inwoners (volkstelling 2010).